# M31B
M31B är en spårvagnsmodell som är en uppgradering av typen M31.

## Bakgrund
Då M31 började bli alltmer slitna beslutades under 2020 att ännu en renovering av M31 skulle upphandlas. Vagnarna 334 och 360 skickades ner som första vagnar under våren 2022 på test.
10/6-2024 meddelade Västtrafik officiellt att samtliga M31, utom den som slopats efter en olycka, vagn 353, kommer att renoveras. Upphandlingen vanns av Skoda Ekova. Spårvagnarna kommer renoveras åtta åt gången enligt ett rullande schema. 
Det beräknas att M31 kan få en förlängd livslängd på 15-20 år efter denna renovering. 
De vagnar som är moderniserade kommer att kallas M31B.
Västtrafik ska bygga om alla 79 spårvagnar av modell M31 och det blir flera förbättringar. Spårvagnarna får en uppfräschning interiört med nya säten, ny belysning och bättre komfort för föraren. Elsystem, dörrar, fönster, ramper och bromsar byts ut mot nya. Spårvagnarna målas också om på både in- och utsidan och blir mer lika de nya spårvagnarna M33 och M34.

## Uppfräschning och modernisering 2022 - 2028[2]
Åtta vagnar finns i juni 2025 i Tjeckien för ombyggnad och senast 2030 beräknas alla spårvagnar vara klara.

## I Göteborg[3]
På morgonen den 24 april 2025 lastades den första renoverade M31B, vagn 360, av på Rantorget. Det är den första av de 79 M31:orna som ska totalrenoveras.
Vagnar i Tjeckien för renovering just nu (juli 2025):
Vagn 324
Vagn 311
Vagn 368
Vagn 378
Vagn 300
Vagn 348
Vagn 301
Vagn 320
Vagn 302
Vagnar som är klara med renoveringen:
326, 334, 360, 367 (4 st).
| Vagn | Leveransdatum | Första trafikdag | Anmärkning        |
| ---- | ------------- | ---------------- | ----------------- |
| 360  | 2025-04-24    |                  | Första renoverade |
| 334  | 2025-05-09    |                  |                   |
| 367  | 2025-07-03    |                  |                   |
| 326  | 2025-07-10    |                  |                   |